# Heilig Kreuz (Horn)
Heilig Kreuz ist eine römisch-katholische Pfarrkirche in Horn im Kreis Lippe, Nordrhein-Westfalen. Kirche und Gemeinde gehören zum Pastoralverbund Lippe-Süd des Dekanats Bielefeld-Lippe im Erzbistum Paderborn.

## Geschichte
Seit 1927 sind katholische Gottesdienste in der Kapelle des Vestischen Kinderheims an den Externsteinen nachgewiesen. In den Jahren 1934/35 wurde die Kirche Heilig Kreuz nach Plänen des Diözesanbaumeisters Kurt Matern errichtet. 1958/59 erfolgte eine Verlängerung der Kirche unter Leitung von Cyrill Peuckert. Hierzu wurde der alte Chorraum abgebrochen. Die frühere Sakristei ist heute Seiteneingang.

## Architektur
Die rechteckige Kirche unter einem Satteldach ist aus unregelmäßigem Natursteinmauerwerk gefertigt. Die Fenster sind rundbogig. Der Giebel an der Straßenseite hat ein Portal und geht in den Dachreiter über.
Durch einen breiten Segmentbogen sind im Inneren Alt- und Neubau optisch getrennt. Der Altbau hat weiße Wandflächen mit Wand- und Emporenpfeilern aus Werksteinen. Die gestufte Decke ist in Holz gearbeitet. An der Rückseite erhebt sich eine Empore. Der Chorraum ist eingezogen und um vier Stufen erhöht.

## Ausstattung
Vor der Erweiterung existierte im Chorraum ein Wandbild von Bernd Terhorst. Die Glasfenster wurden nach Entwürfen von Schwester Erentrud Trost in den Jahren 1959 und 1993 gefertigt.